# Le Plessis-Robinson
Le Plessis-Robinson je južno predmestje Pariza in občina v osrednjem francoskem departmaju Hauts-de-Seine regije Île-de-France. Leta 1999 je imelo naselje 21.618 prebivalcev.

## Administracija
Le Plessis-Robinson je sedež istoimenskega kantona, v katerega je poleg njegove vključen še južni del občine Clamart s 40.201 prebivalcem; kanton je vključen v okrožje Antony.

## Zgodovina
Plessis se prvikrat omenja leta 839 kot Plessiacus v bližini Castanetuma (Châtenay). Leta 1250 postane Plessis-Raoul.
Prvi dvorec Château de Plessis je bil zgrajen leta 1412 s strani gospostva Plessis-Piquet. 
Med francosko revolucijo 1793 se kraj preimenuje v Le Plessis-Liberté, kasneje v letu 1801 pa v Le Plessis-Piquet.
Sredi 19. stoletja je bila zgrajena soseska Le grand Robinson. Leta 1905 se je občina uradno preimenovala v sedanjo Le Plessis-Robinson.

## Pobratena mesta
- Woking (Združeno kraljestvo);